# Lada, Prešov
Lada este o comună slovacă, aflată în districtul Prešov din regiunea Prešov. Localitatea se află la altitudinea de 270 m deasupra n.m., se întinde pe o suprafață de 3,06 km2 și în 2017 număra 848 de locuitori.

## Istoric
Localitatea Lada este atestată documentar din 1410.

## Demografie
| An:                | 1994 | 2004   | 2014   | 2024   |
| ------------------ | ---- | ------ | ------ | ------ |
| Număr de persoane: | 757  | 822    | 835    | 837    |
| Diferență:         |      | +8,58% | +1,58% | +0,23% |

| An:                | 2023 | 2024   |
| ------------------ | ---- | ------ |
| Număr de persoane: | 833  | 837    |
| Diferență:         |      | +0,48% |